# Владимир Потанин
Владимир Олегович Потанин е руски олигарх, предприемач и политик.
Според списание Forbes състоянието му от 30 млрд. щ. дол. е рекордно за страната през февруари 2021 г.
Той е собственик и президент на управляващата компания „Интеррос“ - сред най-големите в Русия (владее пакети акции на минно-металургичната компания „Норилски никел“ - водещ в света производител на никел, Росбанк, групата „ПрофЭстейт“, холдинга „Проф-медиа“ и компанията „Роза Хутор“), както и генерален директор на „Норилски никел“.

## Биография
Завършва Московския държавен институт по международни отношения със специалност „Международни икономически отношения“ (1983).

### Професионална кариера (1982-1990)
Работи във Всесъюзното външноикономическо обединение „Союзпромекспорт“ от системата на Министерството на външната търговия на СССР (1983-1988) и на Министерството на външноикономическите връзки на СССР (1988-1990) – след обединяването на МВТ с Държавния комитет на СССР по външноикономическите връзки.

### В частния бизнес (1990-1996)
От 1990 г. е президент на външноикономическата асоциация „Интеррос“. Запознава се в Международната банка за икономическо сътрудничество и се сближава с бъдещия си многолетен партньор Михаил Прохоров, тогава началник на управление в МБИС. Заема поста вицепрезидент, после президент на създадената съвместно с М. Прохоров банка „Международна финансова компания“ (1992-1993).
През 1993 г. става президент на „ОНЭКСИМ Банк“, оставайки същевременно председател на Съвета на директорите на банка МФК. През лятото на 1996 г. подконтролните му структуру придобиват пакет акции от компанията „Связинвест“, в чийто Съвет на директорите Потанин влиза през януари 1998 г.
Става инициатор на залоговите аукциони, проведени в Русия през 1995 г. В резултат „ОНЭКСИМ Банк“ получава 51 % от акциите на „Норилски никел“.

### В правителството (1996-1997)
От 14 август 1996 до 17 март 1997 г. е първи заместник-председател на правителството на Русия (с премиер Виктор Черномирдин). Курира икономическия блок от въпроси и координира работата на Министерството на икономиката, Държавния комитет по антимонополната политика, Държавния комитет по управление на държавното имущество, Руския фонд на федералното имущество, Федералното управление по въпросите на несъстоятелността, Федералната комисия по пазара на ценни книжа, Федералната енергийна комисия.
Заема длъжността управляващ от Руската федерация в Международната банка за възстановяване и развитие и в Многостранната агенция за гарантиране на инвестициите (от Групата на Световната банка).

### В частния бизнес (след 1997)
През есента на 1997 г. създава холдинга „Проф-медиа“ за управление на всички медии под контрола на „ОНЭКСИМ Банк“, сред които по разно време са популярни издания като „Известия“, „Комсомолска правда“, „Афиша“.
През 1998 г. става президент и председател на съвета на директорите на холдинговата компания „Интеррос“, създадена на основата на финансово-промишлената група с „Интеррос“, „Норилски никел“ и „СИДАНКО“.
В началото на 2007 г. Потанин обявява за разделянето на бизнеса със своя многогодишен съдружник Михаилом Прохоров след скандал във Франция, свързан с краткосрочен арест на последния по подозрение в причастност към мрежа за проституция на ски курорта Куршвел (делото е прекратено при предварителното следствие). Разделянето на бизнеса стига до съда..

## Обществена и благотворителна дейност
Активно се занимава с благотворителна и обществена дейност.
В сферата на благотворителността:
- учредява „Благотворителен фонд на В. Потанин“ за дългосрочни проекти в областта на руското образование и култура;
- председател (2003) е на Попечителския съвет на Ермитажа (с пожертвувания от 5 млн. щ. дол.);
- заместник-председател е на Попечителския съвет на МГИМО;
- член (2001) е на Съвета на попечителите на фондацията „Соломон Гугенхайм“, Ню Йорк.

Член е – от нейното създаване през 2006 г., на Обществената палата на Руската федерация. Член е също на попечителски, надзорни, консултантски и ръководни органи на редица други обществени организации.

## Семейно и имотно състояние
Владимир Потанин е женен, има 3 деца. През 2010 г. той обявява, че възнамерява да предаде цялото си състояние за благотворителност и да не го остави на наследниците си.
От края на 20 век фигурира в национални и световни класации на милиардерите, публикувани от списание „Форбс“. Така, според списанието, той се издига в световната ранглиста от 89-о място през 2006 г. до 25-о (с лично състояние 19,3 млрд. щ. дол.) през 2008 г., пада до 318-о (с 2,1 млрд.) за 2009 г. и достига до 46-о място (с 14,5 млрд.) през 2012 г. В класацията на милиардерите в Русия е на 4-то място.